# Yosef Carmon

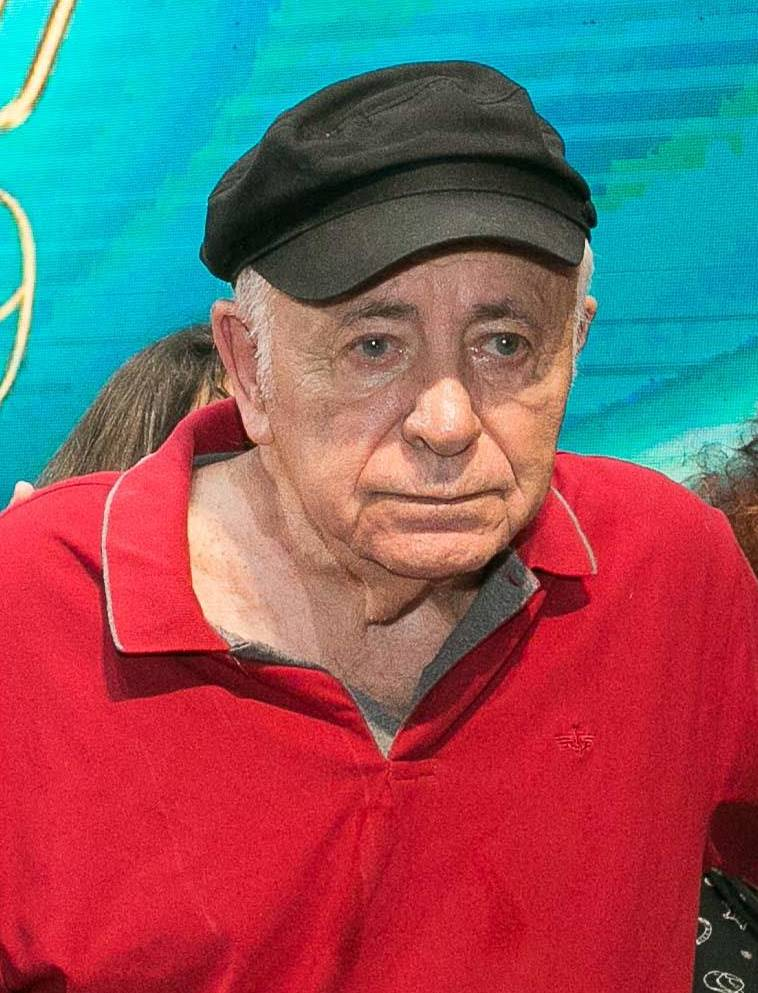
Yosef Carmon (2019)

Yosef Korman, auch Yosef Carmon (hebräisch יוסף כרמון; * 14. Juni 1933 in Polen; † 2. März 2022) war ein israelischer Schauspieler und Theaterregisseur.

## Leben
Der gebürtige Pole Yosef Korman wanderte 1946 nach Palästina ein. Später studierte er in London. Anschließend arbeitete er sowohl für den israelischen Film als auch für das Cameri-Theater in Tel Aviv-Jaffa.
Er ist der Vater von Asaf Korman, Michael Korman und Tzvika Korman, die alle ebenfalls im Filmgeschäft arbeiten.
Er starb am 2. März 2022.

## Filmografie (Auswahl)
- 1972: Azit – Der Hund der Fallschirmjäger (Azit Hakalba Hatzanhanit)
- 1978: Wenn Zachi ins Manöver zieht (Shraga Hakatan)
- 1994: Der Kastner Prozeß (Mishpat Kastner, Miniserie)
- 1999: Meyer Lansky – Amerikanisches Roulette (Lansky)
- 2006: Sweet Mud – Im Himmel gefangen (Adama Meshuga'at)
- 2011: Dr. Pomerantz